# Aiolosaurus
Aiolosaurus is een geslacht van uitgestorven varanen uit het Laat-Krijt van Mongolië. Het type en de enige soort Aiolosaurus oriens werd in 2000 benoemd naar Ukhaa Tolgod, een rijke fossielenvindplaats in de Djadochtaformatie uit het Campanien.

## Beschrijving en geschiedenis
Aiolosaurus werd in 2000 benoemd op basis van een enkel holotype-exemplaar gecatalogiseerd als IGM 3/171. Dit exemplaar omvat een gedeeltelijke schedel en delen van het postcraniale skelet. Aiolosaurus is vernoemd naar Aeolus, de Griekse god van de wind, terwijl de soortaanduiding van Aiolosaurus oriens 'oost' betekent. Diagnostische kenmerken van Aiolosaurus worden voornamelijk in de schedel gevonden. Ze bevatten:
- De verdeling van de neusholten in twee botten (ze vormen één bot in levende varanen).
- Een klein gaatje in de snuit tussen de premaxilla en maxillaire botten genaamd de premaxillaire fenestra.
- De scheiding van de premaxilla- en septomaxilla-botten door een projectie van het maxillaire bot.
- De kleine omvang van een ander gat in de snuit, het septomaxillaire foramen genaamd.
- Nabij het kaakgewricht, een gat in het surangulare van de onderkaak dat zich onder het coronoïde uitsteeksel van de bovenkaak bevindt.

## Classificatie
Aiolosaurus werd aanvankelijk geclassificeerd als een basaal lid van Varanoidea, de superfamilie die varanen, helodermatiden en mosasauriërs omvat. Cherminotus, een andere varanoïde uit het Laat-Krijt van Mongolië, werd ook op deze manier geclassificeerd. In een fylogenetische analyse uit 2008 werd Aiolosaurus geclassificeerd als een lid van Varanidae. Het werd geplaatst in de onderfamilie Lanthanotinae samen met Cherminotus en de levende dove varaan. Een andere analyse uit 2008 ondersteunde de plaatsing van Aiolosaurus in Varanidae, maar vond het geen lid van Lanthanotinae. In plaats daarvan bleek het een meer basale varanide te zijn. Als enkele van de vroegste varanen zijn Aiolosaurus, Cherminotus en de verwante Ovoo representatief voor de eerste evolutionaire spreiding van varaniden.